# Zakspeed 841
Zakspeed 841 — гоночный автомобиль Формулы-1, построенный командой Zakspeed и выступавший в сезоне 1985 года.

## История
Команда Zakspeed пришла в Формулу-1 из гонок DTM, где добилась немалых успехов. Но в Формуле-1 команде Эриха Цаковски не удалось добиться успехов.
Дебютное шасси команды - 841, было разработано конструктором Полом Брауном, турбомотор (рядную "четвёрку") конструировал Норберт Крайер и стало первым полностью немецким автомобилем в Формуле-1 после Porsche 804 1962 года. Однако получившийся в результате автомобиль не отличался ни надёжностью, ни скоростью и, несмотря на усилия пилотов и спонсорскую поддержку West, не смог показать никакого результата - команда не набрала ни одного очка и не была классифицирована в зачёте Кубка конструкторов.
Команда построила только два шасси на сезон, поэтому могла выставить только одного пилота на гонку. За руль новинки сел британец Джонатан Палмер. Он смог финишировать лишь однажды (11 место), а перед Гран-при Италии, участвуя в гонке спортивных автомобилей сломал ногу. Его сменил лидер европейского Чемпионата Формулы-3000, немец Кристиан Даннер. Он принял участие в двух оставшихся европейских этапах, в которых не смог финишировать.
На последние две гонки Чемпионата, проходившие за пределами Европы, команда не поехала, сосредоточившись на разработке новой модели 861 для сезона 1986 года.

## Результаты в гонках
| Легенда к таблице |                                                                    |
| --- | ------------------------------------------------------------------ |
| В таблице перечислены результаты всех Гран-при Формулы-1, в которых использовался автомобиль. Строками таблицы являются сезоны, столбцами — этапы чемпионата мира. В каждой клетке указаны сокращённое название этапа и результат, дополнительно обозначенный цветом. Расшифровка обозначений и цветов представлена в нижеследующей таблице. |                                                                    |
| \| Пример \| Описание \| \| ------------ \| ------------------------------------------------------------------ \| \| 1 \| Победитель \| \| 2 \| Второе место \| \| 3 \| Третье место \| \| 5 \| Финишировал, заработав очки \| \| Сход \| Не финишировал, но при этом заработал очки \| \| 12 \| Финишировал, не получив очков \| \| НКЛ \| Финишировал, но не попал в финальную классификацию \| \| 15 \| Участвовал вне зачёта, либо по отдельной классификации \| \| 18 \| Не финишировал, но попал в финальную классификацию \| \| Сход \| Не финишировал \| \| НКВ \| Не прошёл квалификацию \| \| НПКВ \| Не прошёл предквалификацию \| \| ДСК \| Дисквалифицирован \| \| ИСК \| Исключён из протокола соревнований \| \| ТТ \| Заявлен для участия только в тренировках \| \| НС \| Участвовал в квалификации, но не стартовал в гонке \| \| Т \| Травмирован или болен \| \| ОТК \| Отказ от участия \| \| НТР \| Прибыл на соревнования, но на трассу не выезжал \| \| НПР \| Был заявлен в числе участников, но не прибыл к началу соревнований \| \| О \| Соревнования отменены \| \| \| Не участвовал \| \| Поул-позиция \| \| \| Быстрый круг \| \| |                                                                    |
| Пример | Описание                                                           |
| 1 | Победитель                                                         |
| 2 | Второе место                                                       |
| 3 | Третье место                                                       |
| 5 | Финишировал, заработав очки                                        |
| Сход | Не финишировал, но при этом заработал очки                         |
| 12 | Финишировал, не получив очков                                      |
| НКЛ | Финишировал, но не попал в финальную классификацию                 |
| 15 | Участвовал вне зачёта, либо по отдельной классификации             |
| 18 | Не финишировал, но попал в финальную классификацию                 |
| Сход | Не финишировал                                                     |
| НКВ | Не прошёл квалификацию                                             |
| НПКВ | Не прошёл предквалификацию                                         |
| ДСК | Дисквалифицирован                                                  |
| ИСК | Исключён из протокола соревнований                                 |
| ТТ | Заявлен для участия только в тренировках                           |
| НС | Участвовал в квалификации, но не стартовал в гонке                 |
| Т | Травмирован или болен                                              |
| ОТК | Отказ от участия                                                   |
| НТР | Прибыл на соревнования, но на трассу не выезжал                    |
| НПР | Был заявлен в числе участников, но не прибыл к началу соревнований |
| О | Соревнования отменены                                              |
| | Не участвовал                                                      |
| Поул-позиция |                                                                    |
| Быстрый круг |                                                                    |

| Год        | Шасси        | Двигатель               | Шины | Пилоты | 1   | 2    | 3   | 4   | 5   | 6   | 7    | 8    | 9    | 10   | 11   | 12  | 13   | 14   | 15  | 16  | Место | Очки |
| ---------- | ------------ | ----------------------- | ---- | ------ | --- | ---- | --- | --- | --- | --- | ---- | ---- | ---- | ---- | ---- | --- | ---- | ---- | --- | --- | ----- | ---- |
| 1985       | Zakspeed 841 | Zakspeed 1500/4 L4Т 1,5 | G    |        | БРА | ПОР  | САН | МОН | КАН | ДЕТ | ФРА  | ВЕЛ  | ГЕР  | АВТ  | НИД  | ИТА | БЕЛ  | ЕВР  | ЮАР | АВС | НКЛ   | 0    |
| 1985       | Zakspeed 841 | Zakspeed 1500/4 L4Т 1,5 | G    | Палмер |     | Сход | НС  | 11  |     |     | Сход | Сход | Сход | Сход | Сход |     |      |      |     |     | НКЛ   | 0    |
| 1985       | Zakspeed 841 | Zakspeed 1500/4 L4Т 1,5 | G    | Даннер |     |      |     |     |     |     |      |      |      |      |      |     | Сход | Сход |     |     | НКЛ   | 0    |
| Источники: |              |                         |      |        |     |      |     |     |     |     |      |      |      |      |      |     |      |      |     |     |       |      |